# HMS Britannia (1820)
La HMS Britannia era un vascello di prima classe a tre ponti da 120 cannoni della Royal Navy, costruito negli anni dieci del XIX secolo, e rimasta in servizio come nave scuola fino al 1869.

## Storia

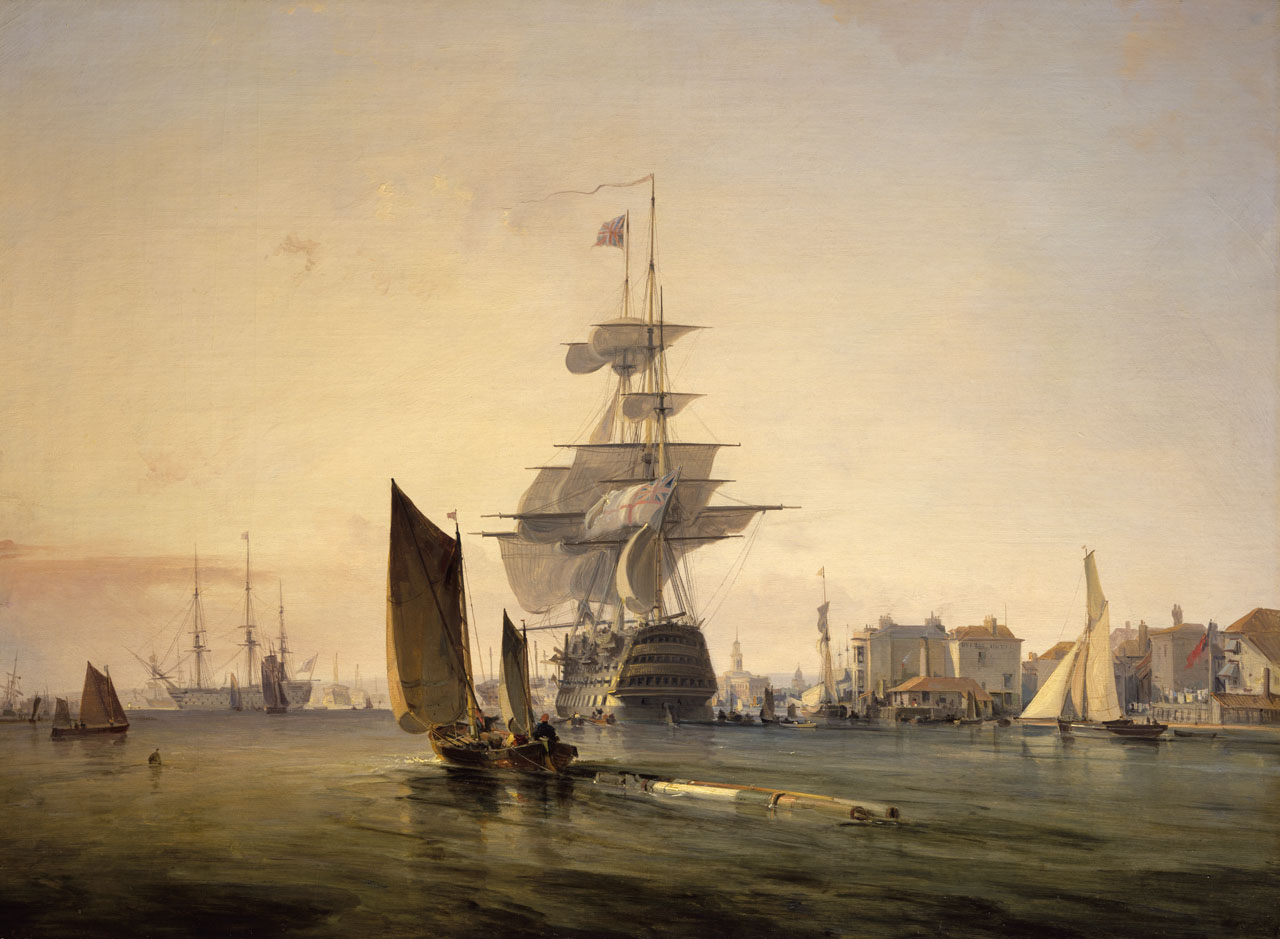
Il vascello Britannia entra a Portsmouth nel 1835.

Nel 1812 l'Ammiragliato  ordinò la costruzione di un nuovo vascello prima classe da 124 cannoni presso i Devonport Dockyard di Portsmouth.
Il Britannia entrò in servizio il 4 ottobre 1823, al comando del capitano Henry William Bruce, nave di bandiera di Alexander Inglis Cochrane, a Plymouth.  Tra il 28 ottobre 1830 e il 1831, al comando del capitano William James Hope Johnstone, fu nave di bandiera del viceammiraglio Sir Pulteney Malcolm nel Mediterraneo. Dal 29 novembre 1839 al 1 ottobre del 1840, al comando del capitano John William Montagu, fu nave ammiraglia del viceammiraglio Sir Edward Codrington, e tra il 7 aprile 1841 e settembre dello stesso anno, al comando del capitano Michael Seymour, fu nave di bandiera del viceammiraglio John Acworth Ommanney in Mediterraneo. Tra il 23 settembre e il 13 novembre 1841 fu al comando del capitano George Mansel nel Mediterraneo. Fu posta in disarmo nel gennaio 1843, rientrando in servizio il 30 agosto 1850 come nave guarda porto a Portsmouth, posta al comando del capitano Richard Augustus Yates. Il 2 dicembre 1851, al comando del capitano George Goldsmith, divenne nave di bandiera del contrammiraglio James Whitley Deans Dundas, nel Mediterraneo. Passata al comando del capitano Thomas Wren Carter, dopo lo scoppio della guerra di Crimea prestò servizio nel Mar Nero dove rimase fino al 13 marzo 1855.
Fu coinvolta nel bombardamento di Sebastopoli il 17 ottobre 1854, e il 14 novembre successivo fu portata a terra sulla costa russa in quanto che aveva 5 piedi (1,5 m) di acqua nella sua stiva.
Tornò in Inghilterra all'inizio del 1855 e quell'anno divenne una nave ospedale a Portsmouth, e poi fu convertita in nave scuola per cadetti a partire dal 1 gennaio 1859. Posta al comando del capitano Robert Harris  trasferita a Portland il 1 ottobre 1862, passando al comando del capitano Richard Ashmore Powell. Il 20 aprile 1867 partì per Dartmouth al comando del capitano George Granville Randolph, arrivandovi il 27 dello stesso mese. Nel 1867 fu posta al comando del capitano John Corbett, e venne definitivamente radiata e venduta per la demolizione nel 1869.

### Fonti
1. 1 2 3  Lavery 2003, p. 187.
2. ↑  Colledge, Warlow 2006, p. 49.
3. 1 2 3 4 5 6 7  Pdsavis.
4. 1 2  The Times No.21912, London, 30 November 1854. p. 6.